# Ozarba consternans
Ozarba consternans là một loài bướm đêm trong họ Noctuidae.